# Golden Bauhinia Awards
A Golden Bauhinia Awards (Arany Bauhinia-díj, egyszerűsített kínai: 金紫荆奖; hagyományos kínai: 金紫荊獎) egy hongkongi filmdíj, melyet a Hong Kong Film Critics Association alapított 1995-ben és adott át 1996-tól a legjobb kínai nyelvű filmeknek. A díjjal kapcsolatban nagy viták merültek fel, amikor 2007-ben tíz jelölést kapott Pang Ho-cheung Exodus című filmje, még mielőtt azt a nyilvánosság előtt egyáltalán bemutatták volna, illetve amikor a Legjobb film díját három film kapta meg egyszerre. Az elismerés hitelességét megkérdőjelezték és a szövetség úgy döntött, felfüggesztik a díjátadásokat.

## 2007
- Legjobb film: Exiled, After This Our Exile, A Battle of Wits
- Legjobb rendező: Johnnie To (Exiled)
- Legjobb színész: Sean Lau (My Name is Fame)
- Legjobb színésznő: Gong Li (Aranyvirág átka), Charlene Choi (Simply Actors)
- Legjobb férfi mellékszereplő: Gouw Ian Iskandar (After This Our Exile)
- Legjobb női mellékszereplő: Zhou Xun (The Banquet)
- Legjobb forgatókönyv: Patrick Tam (After This Our Exile)
- Legjobb vágás: Andrew Lau (Confession of Pain)
- Életmű díj: Ti Lung

## 2006
- Legjobb film: Election
- Legjobb rendező: Peter Chan (Perhaps Love)
- Legjobb színész: Simon Yam (Election)
- Legjobb színésznő: Zhou Xun (Perhaps Love)
- Legjobb férfi mellékszereplő: Anthony Wong Chau-sang (Initial D)
- Legjobb női mellékszereplő: Teresa Mo (2 Young)
- Legjobb forgatókönyv: Yau Nai-Hoi, Yip Tin-Shing (Election)
- Legjobb vágás: Peter Pau (Perhaps Love)
- Legjobb filmzene: Peter Kam, Leon Ko (Perhaps Love)
- Életmű díj: Yu Mo Won

## 2005
- Legjobb film: A pofonok földje
- Legjobb rendező: Derek Yee (One Nite in Mongkok)
- Legjobb színész: Tony Leung Chiu-wai (2046)
- Legjobb színésznő: Rene Liu (A World Without Thieves)
- Legjobb férfi mellékszereplő: Yuen Wah (A pofonok földje)
- Legjobb női mellékszereplő: Bai Ling (Dumplings)
- Legjobb forgatókönyv: Pang Ho-Cheung (Beyond Our Ken)
- Legjobb vágás: Christopher Doyle (2046)
- Életmű díj: Lau Kar Leung

## 2004
- Legjobb film: (PTU)
- Legjobb rendező: Johnnie To (PTU)
- Legjobb színész: Simon Yam (PTU)
- Legjobb színésznő: Cecilia Cheung (Lost in Time)
- Legjobb férfi mellékszereplő: Lam Suet (PTU)
- Legjobb női mellékszereplő: Maggie Siu (PTU)
- Legjobb forgatókönyv: Yau Nai-Hoi, Au Kin-Yee (PTU)
- Legjobb vágás: Arthur Wong (戀之風景)
- Életmű díj: Patrick Tse

## 2003
- Legjobb film: Szigorúan piszkos ügyek
- Legjobb rendező: Andrew Lau, Alan Mak (Szigorúan piszkos ügyek)
- Legjobb színész: Tony Leung Chiu-wai (Szigorúan piszkos ügyek)
- Legjobb színésznő: Angelica Lee (The Eye)
- Legjobb férfi mellékszereplő: Anthony Wong Chau-sang (Szigorúan piszkos ügyek)
- Legjobb női mellékszereplő: Karena Lam (July Rhapsody)
- Legjobb forgatókönyv: Felix Chong, Alan Mak (Szigorúan piszkos ügyek)
- Legjobb vágás: Christopher Doyle (Hős)
- Életmű díj: Wu Fung

## 2002
- Legjobb film: Shaolin Soccer
- Legjobb rendező: Stephen Chow (Shaolin Soccer)
- Legjobb színész: Hu Jun (Lan Yu)
- Legjobb színésznő: Sylvia Chang (Forever and Ever)
- Legjobb férfi mellékszereplő: Wong Yat Fay (Shaolin Soccer)
- Legjobb női mellékszereplő: Josie Ho (Forever and Ever)
- Legjobb forgatókönyv: Vincent Kok, Pang Ho-Cheung (You Shoot, I Shoot)
- Legjobb vágás: Chung Yau Tim (Peony Pavilion)
- Életmű díj: Wong Tin-Lam

## 2001
- Legjobb film: Tigris és sárkány
- Legjobb rendező: Ang Lee (Tigris és sárkány)
- Legjobb színész: Andy Lau (A Fighter's Blues)
- Legjobb színésznő: Qin Hailu (Durian Durian)
- Legjobb férfi mellékszereplő: Francis Ng (2000 AD)
- Legjobb női mellékszereplő: Zhang Ziyi (Tigris és sárkány)
- Legjobb forgatókönyv: Fruit Chan (Durian Durian)
- Legjobb vágás: Christopher Doyle, Pin Bing Lee (In the Mood for Love)
- Életmű díj: Cho Tat Wah

## 2000
- Legjobb film: The Mission
- Legjobb rendező: Johnnie To (The Mission)
- Legjobb színész: Sean Lau (Where a Good Man Goes), Anthony Wong Chau-sang (Ordinary Heroes)
- Legjobb színésznő: Loletta Lee (Ordinary Heroes)
- Legjobb férfi mellékszereplő: Roy Cheung (The Mission)
- Legjobb női mellékszereplő: Law Lan (Bullets Over Summer)
- Legjobb forgatókönyv: Yip Kam-Hung (Metade Fumaca), Yau Nai-Hoi (Running Out of Time)
- Legjobb vágás: Cheng Siu-Keung (The Mission)
- Életmű díj: Paw Fong (鮑方)

## 1999
- Legjobb film: Beast Cops
- Legjobb rendező: Gordon Chan, Dante Lam (Beast Cops)
- Legjobb színész: Anthony Wong Chau-sang (Beast Cops)
- Legjobb színésznő: Sandra Ng (Portland Street Blues)
- Legjobb férfi mellékszereplő: Patrick Tam Yiu Man (Beast Cops)
- Legjobb női mellékszereplő: Shu Qi (City of Glass)
- Legjobb forgatókönyv: Yau Nai-Hoi, Szeto Kam-Yuen, Chow Hin-Yan (Expect the Unexpected)
- Legjobb vágás: Jingle Ma (City of Glass)
- Életmű díj: Wu Pang (胡鵬)

## 1998
- Legjobb film: Made in Hong Kong
- Legjobb rendező: Fruit Chan (Made in Hong Kong)
- Legjobb színész: Tony Leung Chiu-wai (Happy Together)
- Legjobb színésznő: Carina Lau (Intimates)
- Legjobb férfi mellékszereplő: Francis Ng (Too Many Ways to Be No. 1)
- Legjobb női mellékszereplő: Anita Mui (Eighteen Springs)
- Legjobb forgatókönyv: Wai Ka-Fai, Matt Chow, Szeto Kam-Yuen (Too Many Ways to Be No. 1)
- Legjobb vágás: Christopher Doyle (Happy Together)
- Életmű díj: Lo Tun (盧敦)

## 1997
- Legjobb film: Comrades, Almost a Love Story
- Legjobb rendező: Peter Chan (Comrades, Almost a Love Story)
- Legjobb színész: Kent Cheng (The Log)
- Legjobb színésznő: Maggie Cheung (Comrades, Almost a Love Story)
- Legjobb férfi mellékszereplő: Eric Tsang (Comrades, Almost a Love Story)
- Legjobb női mellékszereplő: Shu Qi (Viva Erotica)
- Legjobb forgatókönyv: Ivy Ho (Comrades, Almost a Love Story)
- Legjobb vágás: Jingle Ma (Comrades, Almost a Love Story)
- Életmű díj: Chang Cheh

## 1996
- Legjobb film: Summer Snow
- Legjobb rendező: Ann Hui (Summer Snow)
- Legjobb színész: Stephen Chow (A Chinese Odyssey), Roy Chiao (Summer Snow)
- Legjobb színésznő: Josephine Siao (Summer Snow)
- Legjobb férfi mellékszereplő: Chin Kar Lok (Full Throttle)
- Legjobb női mellékszereplő: Karen Mok (Fallen Angels)
- Legjobb forgatókönyv: Chan Man-Keung (Summer Snow)
- Legjobb vágás: Christopher Doyle (Fallen Angels)
- Életmű díj: Shih Kien